# Ozero Baranovo
Ozero Baranovo är en saltsjö i Kazakstan. Den ligger i den norra delen av landet, 400 km norr om huvudstaden Astana. Arean är 4,6 kvadratkilometer.